# TRON: Der Aufstand
TRON: Der Aufstand (Originaltitel: TRON: Uprising) ist eine US-amerikanische Science-Fiction-Zeichentrickserie aus dem Jahr 2012, welche auf den beiden Kinofilmen Tron und Tron: Legacy basiert.

## Vorgeschichte
TRON: Der Aufstand spielt zwischen den Ereignissen von Tron und Tron: Legacy. Nachdem Flynn den Encom-Mainframe verlassen konnte, fing er an, eine neue, digitale Welt zu erschaffen, den Raster (englisch: grid). Wie in Rückblenden in Tron: Legacy zu sehen, erschuf er ein Programm namens Clu, das genauso aussieht wie er und als sein Stellvertreter die perfekte Welt erschaffen sollte, während er seinen Verpflichtungen in der echten Welt nachging. Ein Programm namens Tron sollte dabei die Sicherheit aller Programme innerhalb des Rasters sicherstellen. Clu jedoch sah Flynn als Benutzer (englisch: User) als nicht perfekt an und wandte sich schließlich gegen ihn. Tron rettete Flynn vor Clu, wurde dabei jedoch schwer verletzt. Clu versucht seitdem, den Raster zu erobern und sich zum alleinigen Herrscher zu machen.

## Handlung
Die Handlung von TRON: Der Aufstand beginnt damit, dass Clu mit Hilfe seines Untergebenen General Tesler die Stadt Argon besetzt. Programme, die sich wehren, werden gefangen genommen oder sofort gelöscht (desintegriert, englisch de-rezzed von deresolved, also eigentlich aufgelöst). Der Mechaniker Beck ist eins der wenigen Programme, die sich dieser militärischen Okkupation entgegenstellen. Beck trifft auf Tron, der sich seit Clus Verrat zurückgezogen hat. Tron glaubt, in Beck einen Nachfolger gefunden zu haben und beginnt, ihn zu trainieren.
Beck stellt sich im Laufe der Serie immer wieder General Tesler sowie dessen Handlangern Paige und Pavel.

## Synchronisation
| Rollenname     | Hauptrolle (Episoden) | Nebenrolle (Episoden) | Synchronsprecher(in) (Original) | Synchronsprecher(in) (Deutsch) |
| -------------- | --------------------- | --------------------- | ------------------------------- | ------------------------------ |
| Beck           | S–18                  |                       | Elijah Wood                     | Jan Makino                     |
| Tron           | S–18                  |                       | Bruce Boxleitner                | Lutz Riedel                    |
| General Tesler | S–18                  |                       | Lance Henriksen                 | Tilo Schmitz                   |
| Paige          | S–18                  |                       | Emmanuelle Chriqui              | Anita Hopt                     |
| Pavel          | S–18                  |                       | Paul Reubens                    | Dirk Müller                    |
| Able           | S–17                  |                       | Reginald VelJohnson             | Engelbert von Nordhausen       |
| Mara           | S–18                  |                       | Mandy Moore                     | Luisa Wietzorek                |
| Zed            | S–18                  |                       | Nathan Corddry                  | Jesco Wirthgen                 |
| Clu            |                       | S–18                  | Fred Tatasciore                 | Frank Glaubrecht               |
| Cutler         |                       | 1–18                  | Lance Reddick                   | Matti Klemm                    |
| Dyson          |                       | 8–18                  | John Glover                     | Markus Pfeiffer                |
| Cyrus          |                       | 12–17                 | Aaron Paul                      | Gerald Paradies                |
| Raster         |                       | S–18                  | Tricia Helfer                   | Silvia Mißbach                 |

## Episodenliste
| Nr. | Deutscher Titel         | Originaltitel              | Erstausstrahlung USA | Deutschsprachige Erstausstrahlung (Disney XD) | Regie        | Drehbuch                                         | Zuschauer (USA) |
| --- | ----------------------- | -------------------------- | -------------------- | --------------------------------------------- | ------------ | ------------------------------------------------ | --------------- |
| S   | Ein neuer Held          | Beck's Beginning           | 18. Mai 2012         | 18. Okt. 2012                                 | Charlie Bean | Edward Kitsis & Adam Horowitz                    | 1,79 Mio.       |
| 1   | Der Abtrünnige – Teil 1 | The Renegade (1)           | 7. Juni 2012         | 25. Okt. 2012                                 | Charlie Bean | Edward Kitsis & Adam Horowitz                    | 0,58 Mio.       |
| 2   | Der Abtrünnige – Teil 2 | The Renegade (2)           | 14. Juni 2012        | 1. Nov. 2012                                  | Charlie Bean | Edward Kitsis & Adam Horowitz                    | 0,37 Mio.       |
| 3   | Blackout                | Blackout                   | 21. Juni 2012        | 15. Nov. 2012                                 | Charlie Bean | Edward Kitsis & Adam Horowitz                    | 0,54 Mio.       |
| 4   | Identität               | Identity                   | 28. Juni 2012        | 8. Nov. 2012                                  | Charlie Bean | Bill Wolkoff                                     | 0,38 Mio.       |
| 5   | Gestrandet              | Isolated                   | 5. Juli 2012         | 22. Nov. 2012                                 | Charlie Bean | André Bormanis                                   | 0,36 Mio.       |
| 6   | Preis der Macht         | Price of Power             | 12. Juli 2012        | 29. Nov. 2012                                 | Charlie Bean | Adam Nussdorf                                    | 0,35 Mio.       |
| 7   | Die Belohnung           | The Reward                 | 19. Okt. 2012        | 6. Dez. 2012                                  | Charlie Bean | Scott Nimerfro & André Bormanis                  | —               |
| 8   | Alte Rivalen – Teil 1   | Scars, Part 1              | 26. Okt. 2012        | 13. Dez. 2012                                 | Charlie Bean | Bill Wolkoff                                     | —               |
| 9   | Alte Rivalen – Teil 2   | Scars, Part 2              | 2. Nov. 2012         | 20. Dez. 2012                                 | Charlie Bean | Bill Wolkoff                                     | —               |
| 10  | Ables Entdeckung        | Grounded                   | 3. Dez. 2012         | 27. Dez. 2012                                 | Charlie Bean | Adam Nussdorf                                    | —               |
| 11  | Reparaturen             | We Both Know How This Ends | 10. Dez. 2012        | 3. Jan. 2013                                  | Charlie Bean | Adam Nussdorf, Akela Cooper                      | —               |
| 12  | Der Fremde              | The Stranger               | 17. Dez. 2012        | 10. Jan. 2013                                 | Charlie Bean | Adam Nussdorf, Scott Nimerfro & Ryan Mottesheard | —               |
| 13  | Graffitikrieg           | Tagged                     | 24. Dez. 2012        | 17. Jan. 2013                                 | Charlie Bean | Charlie Bean                                     | —               |
| 14  | Geisteszustand          | State of Mind              | 31. Dez. 2012        | 24. Jan. 2013                                 | Charlie Bean | Mark Litton, Bill Wolkoff & Adam Nussdorf        | —               |
| 15  | Willkommen daheim       | Welcome Home               | 7. Jan. 2013         | 31. Jan. 2013                                 | Charlie Bean | Scott Nimerfro, Adam Prince & Donna Thorland     | —               |
| 16  | Rendezvous              | Rendezvous                 | 14. Jan. 2013        | 7. Feb. 2013                                  | Charlie Bean | Bill Wolkoff                                     | —               |
| 17  | Die Entscheidung        | No Bounds                  | 21. Jan. 2013        | 14. Feb. 2013                                 | Charlie Bean | Steven Lisberger & Bonnie MacBird                | —               |
| 18  | Cutlers Rückkehr        | Terminal                   | 28. Jan. 2013        | 21. Feb. 2013                                 | Charlie Bean | Scott Nimerfro, Adam Nussdorf & Donna Thorland   | —               |